# George Sand (mini-série)
George Sand  est une mini-série italienne, sur la vie de l'écrivain français George Sand, réalisée par Giorgio Albertazzi adaptée par Angela Bianchini, Massimo Franciosa et par le même Albertazzi, en quatre épisodes, produite en 1981 par la RAI.

## Fiche technique
- Réalisation : Giorgio Albertazzi
- Scénario : Nicola Badalucco
- Adaptation : Angela Bianchini, Massimo Franciosa et Giorgio Albertazzi
- Musique originale : Giorgio Carnini

## Distribution
- Anna Proclemer : George Sand
- Giorgio Albertazzi : Michel de Bourges
- Gabriele Antonini : Alexandre Manceau
- Alberto Lionello : Gustave Flaubert
- Olga Karlatos : Pauline Garcia
- Italo Dall’Orso : Ivan Tourgueniev
- Luigi Martini : Eugene Delacroix
- Laura Morante : Titine
- Elisabetta Pozzi : Solange
- Rita Livesi : Marie